# Pols (La Dimensió Desconeguda)
"Pols" (títol original en anglès "Dust") és el dotzè episodi de la segona temporada, i el 48è total de la sèrie de televisió d'antologia La Dimensió Desconeguda. Es va emetre originalment el 6 de gener de 1961 a CBS. Ha estat doblat al català i emès per TV3. L'episodi va ser escrit pel creador de la sèrie Rod Serling, i va ser dirigit per Douglas Heyes. Va ser protagonitzat per Thomas Gomez en la seva segona aparició al programa després de "Rescissió de contracte", així com Vladimir Sokoloff, en la primera de les seves tres aparicions a la sèrie. És un dels pocs episodis que no conté cap element de fantasia o ciència-ficció.

## Narració d'obertura
| « | Hi havia un poble. Construït amb argila esmicolada i fusta podrida. I va quedar a la gatzoneta lleig sota un sol abrasador com un animal malalt i famolenc que vol morir. Aquest poble tenia un virus, compartit per la seva gent. Era el germen de la misèria, de la desesperança, de la pèrdua de la fe. Per als infidels, els desesperats, els carregats de misèria, hi ha temps, molt de temps, per dedicar-se a una de les altres activitats dels homes: comencen a destruir-se. | » |

## Argument
Al Vell Oest, en un poble àrid i desolat, el venedor ambulant sàdic i sense escrúpols Sykes es burla de Luis Gallegos, que ha de ser penjat. Luis és culpable de conduir begut i de matar accidentalment un nen. El pare d'en Luis arriba al poble i suplica a la mare i al pare de la nena morta que estalviïn la forca al seu fill. Les seves súpliques cauen en oïdes sordes. Després de vendre al botxí una corda de cinc fils necessària per a la forca, Sykes ven una bossa de pols al pare del condemnat, recollint la brutícia normal del terra i insistint que és la pols màgica que difondrà la bona voluntat entre la multitud i els farà sentir amor i simpatia per Luis.
Mentre la gent s'aplega per a al penjament, el pare d'en Luis crida i comença a ruixar la pols per tot arreu. Sent caure la trapa darrere seu i es gira per veure que la corda fresca i robusta s'ha trencat per sobre del llaç, i en Luis queda il·lès. Quan li pregunten si s'hauria de fer un altre intent de penjar, els pares de la noia decideixen que no, que Luis ha patit prou i potser han tingut un senyal de Déu. Mentre pare i fill caminen cap a casa, Sykes torna a comprovar la corda que sembla estar en perfecte estat. Llavors llança les seves peces d'or de la venda de la pols als nens pobres del poble, insistint que se les quedin. S'allunya de l'escena desconcertat, afirmant que la pols devia ser màgica després de tot.

## Narració de cloenda
| « | Era un poble molt petit i carregat de misèria el dia d'un penjat i de poca conseqüència històrica. I si hi ha alguna moralitat, diguem que en qualsevol recerca de màgia, en qualsevol recerca de bruixeria, bruixeria, domini de les lleis, primer comproveu el cor humà. Perquè dins d'aquest lloc profund hi ha una bruixeria que costa molt més que unes quantes peces d'or. El cas d'aquesta nit: a la Dimensió Desconeguda. | » |

## Repartiment
- Thomas Gomez com Sykes
- Vladimir Sokoloff com a Gallegos
- John Larch com el Xeriff
- John Alonzo com a Luis Gallegos
- Paul Genge com a John Canfield
- Dorothy Adams com a senyora Canfield
- Duane Grey com a Rogers
- Andrea Darvi com a Estrellita Gallegos